# Scopula violacea
Scopula violacea là một loài bướm đêm trong họ Geometridae.